# مبادئ محاسبية مقبولة بصفة عامة (الولايات المتحدة)

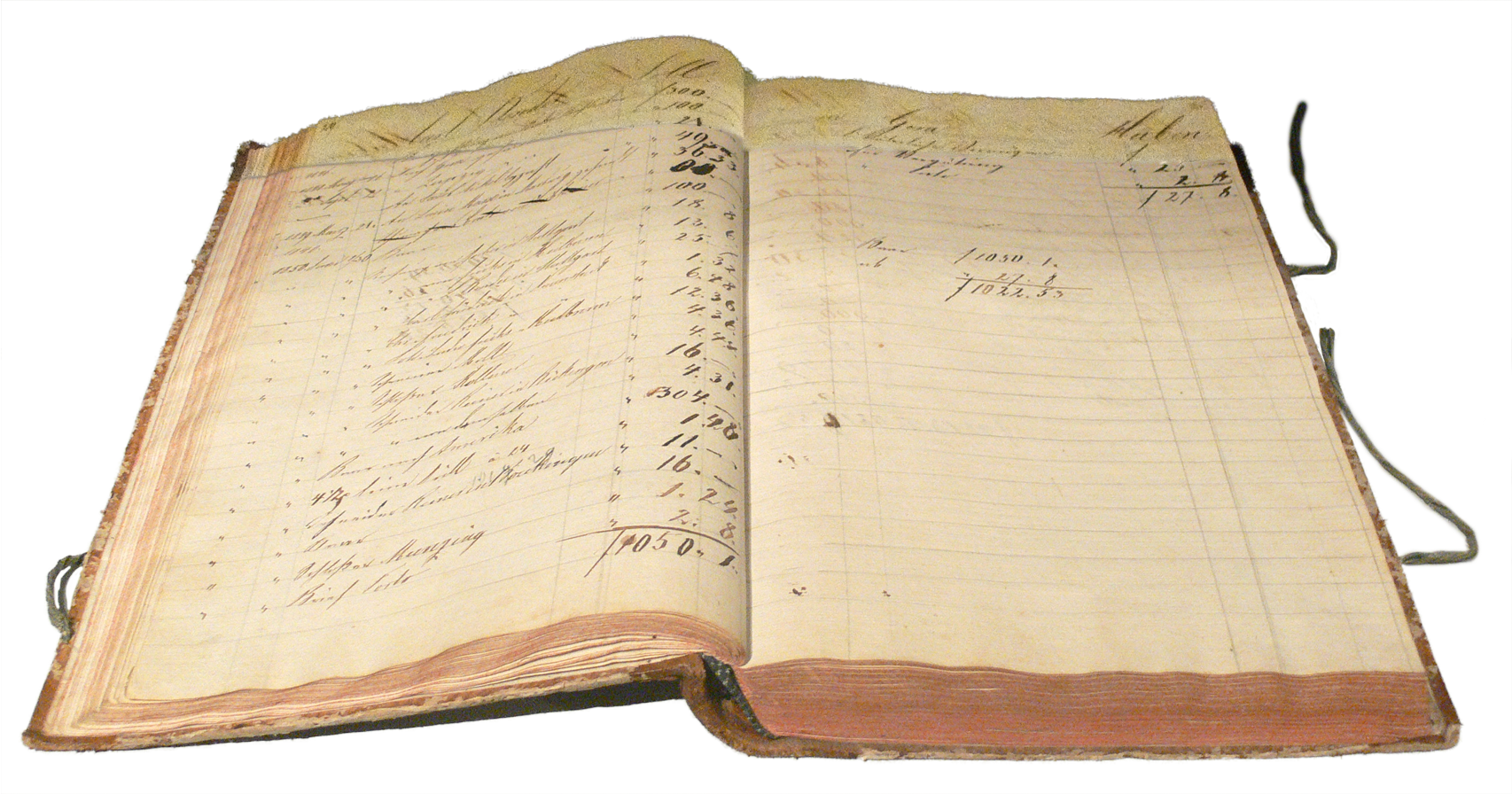

المبادئ المحاسبية المقبولة بصفة عامة، بالإنجليزية GAAP أو اختصارًا GAAP هي الشروط الخاصة بـ«المبادئ المحاسبية المقبولة بصفة عامة» والقواعد المستخدمة في الولايات المتحدة.
وهي تستخدم لتجهيز وتقديم وعمل تقارير البيانات المالية لمجموعة متنوعة من الكيانات، بما في ذلك شركات التداول العام والشركات الخاصة والمنظمات غير الربحية والهيئات الحكومية حيث يضع مجلس المعايير المحاسبية المالية (FASB) القواعد للشركات العامة والخاصة والمنظمات غير الربحية، ويحدد مجلس المعايير المحاسبية الحكومي (GASB) مجموعة مختلفة من الافتراضات والمبادئ والخاصة بالحكومات المحلية وحكومات الدولة - ويقوم المجلس الاستشاري الفيدرالي للمعايير المحاسبية (FASAB) بإجراء دور مشابه لكيانات الحكومة الفيدرالية.
رغم أن لجنة الأوراق المالية والبورصة (SEC) لها هدف محدد بالانتقال من المبادئ المحاسبية المقبولة بصفة عامة إلى معايير التقارير المالية الدولية (IFRS)، والتي تختلف بنودها بشكل كبير عن المبادئ المحاسبية المقبولة بصفة عامة - كان التقدم بطيئًا وغير مؤكد.
وقد تم ذكر المبادئ المحاسبية المقبولة بصفة عامة في XBRL منذ عام 2008.

## معلومات تاريخية
تولى المحررون الدور الرئيسي فيما يتعلق بتطوير المبادئ المحاسبية المقبولة بصفة عامة للمشروعات التجارية.
تم تحديد المعايير المحاسبية في الماضي من خلال المعهد الأمريكي للمحاسبين العموميين المعتمدين (AICPA) حسب لوائح لجنة الأوراق المالية والبورصة. وقد قام المعهد الأمريكي للمحاسبين العموميين المعتمدين في البداية بإنشاء لجنة الإجراءات المحاسبية في عام 1939، واستبدال ذلك بـمجلس المبادئ المحاسبية في عام 1951. وفي عام 1973، تم استبدال مجلس المبادئ المحاسبية واستخدام مجلس المعايير المحاسبية المالية (FASB) تحت إشراف المؤسسة المحاسبية المالية حيث يوفر المجلس الاستشاري للمعايير المحاسبية المالية الخدمات من خلال تقديم الاستشارات وتوفير المدخلات حول المعايير المحاسبية. ومن بين المنظمات الأخرى المشاركة في تحديد المعايير المحاسبية للولايات المتحدة مجلس المعايير المحاسبية الحكومية (GASB)، والذي تم تكوينه في عام 1984، ومجلس الإشراف على محاسبة الشبكات العامة (PCAOB).
وحوالي عام 2008، أصدر مجلس المعايير المحاسبية المالية رموز المعايير المحاسبية لمجلس المعايير المحاسبية المالية، التي أعادت تنظيم آلاف التصريحات للمبادئ المحاسبية المقبولة بصفة عامة في حوالي 90 موضوعًا محاسبيًا
وفي عام 2008، أصدرت لجنة الأوراق المالية والبورصة «خارطة طريق» مبدئية يمكن أن تؤدي بالولايات المتحدة إلى هجر المعايير المحاسبية المقبولة بصفة عامة في المستقبل (يتم تحديدها في عام 2011)، والانضمام إلى أكثر من 100 دولة حول العالم بدلاً من استخدام معايير التقارير المالية الدولية المعتمدة على لندن. ومنذ عام 2010، كان مشروع التقارب قيد التنفيذ مع التقاء مجلس المعايير المحاسبية المالية بشكل روتيني مع مجلس معايير المحاسبة الدولية. وقد عبرت لجنة الأوراق المالية والبورصة عند هدفها لتبني معايير التقارير المالية الدولية في الولايات المتحدة بحلول عام 2014. ومع تقارب أنظمة المعايير المحاسبية المقبولة بصفة عامة في الولايات المتحدة ومعايير التقارير المالية الدولية المحاسبية، كونها أعلى سلطة على معايير التقارير المالية الدولية، يأخذ مجلس معايير المحاسبة الدولية الأهمية بشكل متزايد في الولايات المتحدة.

## وصلات خارجية
- SEC Accounting Bulletins — United States
- SEC Division of Corporate Finance — United States
- Financial Accounting Standards Board Website (FASB) — United States
- Government Accounting Standards Board Website (GASB) نسخة محفوظة 19 سبتمبر 2019 على موقع واي باك مشين. — United States
- US GAAP XBRL Taxonomy - United States